# Yves Rossy
Yves Rossy ( Neuchatel, 27 de agosto de 1959), autodenominado "Fusioncoc" y también llamado "Jet Man", es un piloto suizo, inventor y entusiasta de la aviación. Es la primera persona con éxito en construir y volar con unas alas a reacción sujetas a la espalda. Mientras que la existencia de este tipo de artefactos que permiten volar a los hombres sin necesidad de usar una aeronave se remonta a la Segunda Guerra Mundial, cuando se trabajaba para desarrollar los cinturones cohete o jetpacks, Yves Rossy es el primer hombre en idear y construir unas alas a reacción que permiten vuelos estables y prolongados con velocidades de hasta 300 km/h. Su dispositivo no cuenta con ningún tipo de sistema para aterrizar si no es de varios paracaídas para el aterrizaje,ahora las alas cuentan con un sistema de despegue donde el usuario está en una poscicion vertical antes de despegar completamente.
Yves Rossy sirvió como piloto en la Fuerza Aérea Suiza, pilotando aviones Dassault Mirage III, Northrop F-5 Tiger IIs y Hawker Hunter. A lo largo de su vida profesional también ha pilotado aviones Boeing 747 para la antigua compañía aérea Swissair. Actualmente pilota un avión Airbus A320 que vuela entre Zúrich y Heathrow de la compañía Swiss International Air Lines. 

## Alas a reacción (Jetwing)

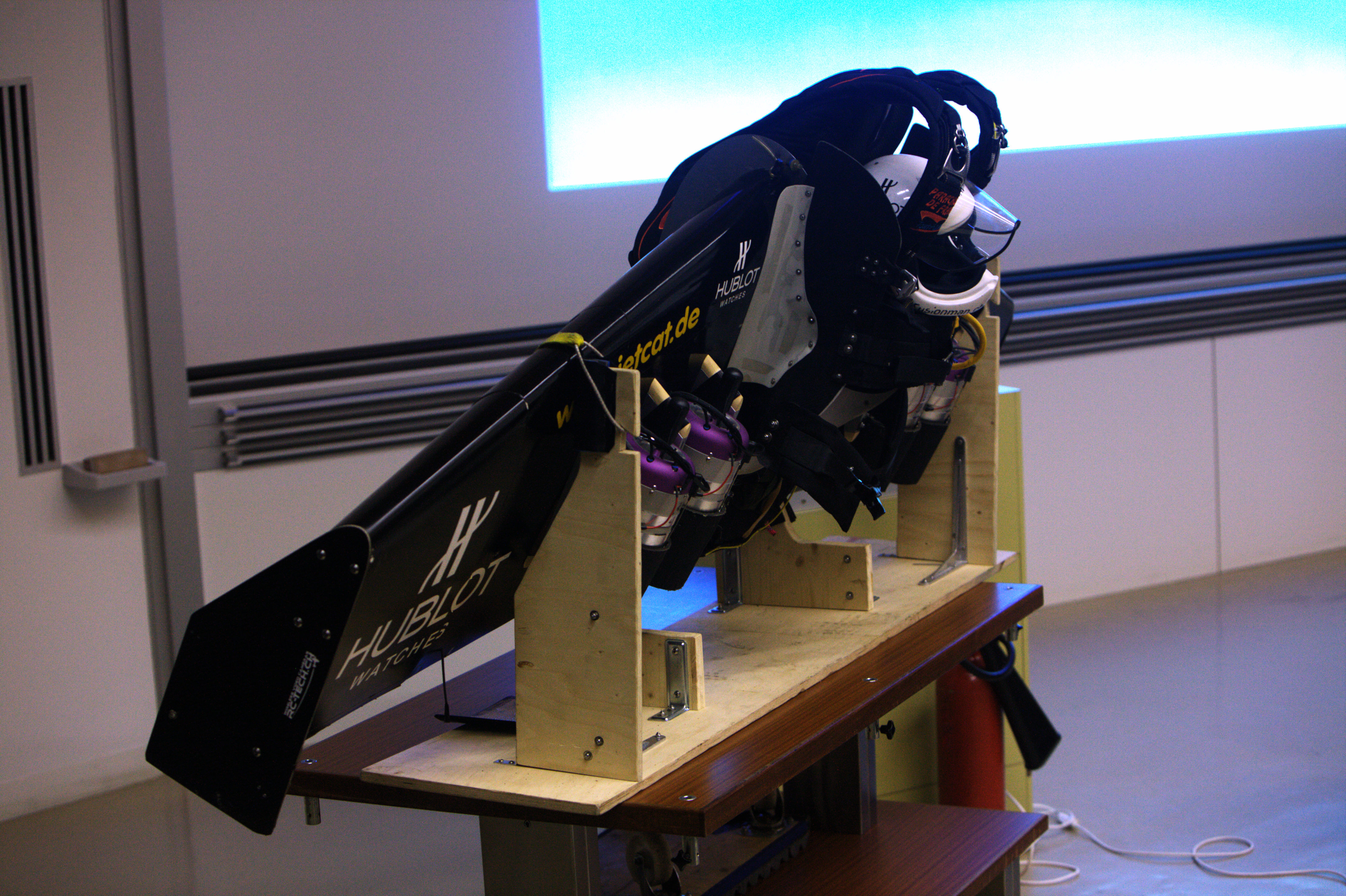
Dispositivo de alas propulsadas por motores jet.

Yves Rossy ha desarrollado y construido unas alas a reacción a base de fibra de carbono, material muy usado en la aviación y aeronáutica. Estas alas tienen una envergadura de 2,4 metros y son propulsadas mediante 4 pequeños motores a reacción de la marca JetCat; situados bajo las alas, alineados de manera que eviten quemar a Rossy y no provocar que este pierda el control de las alas. Estos motores usan como combustible queroseno. Son versiones de mayor tamaño de unos modelos usados en aeromodelismo.  Yves viste un traje resistente al calor de un tejido similar al que usan los bomberos o los pilotos de automovilismo, para protegerse del empuje de los jets y de sus gases.
Rossy es la primera persona en ganar altitud y mantener un vuelo horizontal estable gracias a sus alas a reacción fabricadas en fibra de carbono, alas que se pliegan gracias a bisagras colocadas en el punto medio de cada ala. 
Tras ser elevado mediante un avión Pilatus Porter, Yves Rossy salta del avión con las alas plegadas y las despliega mientras se encuentra en caída libre, vuela horizontalmente y después aterriza usando un paracaídas. Consigue un vuelo real controlado usando sus manos y su cuerpo. Básicamente gira a la derecha la cabeza para ir en esa dirección y viceversa. Para ascender o descender usa la cabeza en conjunto con la espalda.
Rossy y sus patrocinadores se han gastado alrededor de $190 000 para construir este complejo aparato.

## Primeros vuelos con éxito
Su primer intento con éxito sucedió el 24 de junio de 2004, cerca de Ginebra, Suiza. Desde entonces Yves Rossy ha realizado con sus alas más de 30 vuelos con éxito. Desde el 2007 uno de sus lugares de entrenamiento se encuentra en España, en el aeródromo privado de Skydive Empuriabrava
Empuriabrava, en Castelló d´Empurias (Gerona, Costa Brava).
Sus alas a reacción se exhibieron el 18 de abril de 2008 en la inauguración de la trigésimoquinta Exhibición de Inventos en Ginebra.
El 14 de mayo de 2008 realizó un vuelo exitoso de unos 6 minutos de duración desde la localidad de Bex, cerca del lago Lemán. Fue su primera aparición pública, durante la cual realizó piruetas de un lado a otro del valle del río Ródano a una altitud de 790 metros.

## El reto del Canal de la Mancha
El 24 de septiembre de 2008 Yves Rossy tenía previsto realizar un vuelo desde Calais, Francia, a Dover, Reino Unido. Sin embargo a causa de las malas condiciones atmosféricas en la zona de Dover, que impedían aterrizar con seguridad, Yves Rossy pospuso el vuelo al día siguiente. Al no gozar de las condiciones adecuadas se vio obligado a posponer su intento. 
Finalmente el día 26 de septiembre de 2008 a las 14:19, Yves Rossy sobrevoló con éxito el Canal de la Mancha en alrededor de 10 minutos, tras haber saltado desde el avión Pilatus que lo elevó a 2 700 metros para poder saltar en caída libre a 300 km/h y estabilizar el vuelo a unos 200 km/h, con dirección a la costa inglesa, hacia Dover. Gastó 32 litros de queroseno para atravesar los 35 km que separan Calais y Dover. El combustible era el justo según los cálculos que estimaban que tardaría unos 13 minutos. Aquí una grabación webcast del evento.

## Imágenes
Enlaces con imágenes
| Desde tierra - Alas plegadas, vista frontal - Alas desplegadas, vista frontal - Vista de los motores a reacción y los arneses | En el aire - Desde arriba - Vídeo 2008 - Vídeos 2010 Incluye giro completo |